# لانتانا لذيذة
لانتانا لذيذة (الاسم العلمي: Lantana amoena) هي نوع نباتي يتبع جنس اللانتانا من فصيلة اللويزية.